# Vieille gare de Saint-Jérôme
Vous pouvez aider à l'améliorer ou bien discuter des problèmes sur sa page de discussion.
- Il ne cite pas suffisamment ses sources. Vous pouvez indiquer les passages à sourcer avec {{référence nécessaire}} ou {{Référence souhaitée}}, et inclure les références utiles en les liant aux notes de bas de page. (Marqué depuis mai 2023)
- Son texte doit être wikifié : il ne correspond pas à la mise en forme Wikipédia (style, typographie, liens internes, liens entre les wikis, etc.). (Marqué depuis mai 2023)
- Il n’est pas rédigé dans un style encyclopédique. (Marqué depuis mai 2023)

- Archive Wikiwix
- Bing
- Cairn
- DuckDuckGo
- E. Universalis
- Gallica
- Google
- G. Books
- G. News
- G. Scholar
- Persée
- Qwant
- (zh) Baidu
- (ru) Yandex
- (wd) trouver des œuvres sur Wikidata

Ne doit pas être confondu avec Gare de Saint-Jérôme.
La vieille gare de Saint-Jérôme est une ancienne gare ferroviaire située à Saint-Jérôme, dans les Laurentides, au Québec (Canada). Elle est située au 160 rue de la Gare.
En service de 1876 à 1981, elle est remplacée par la gare de Saint-Jérôme, située à environ 500 mètres plus au sud lors de l'ouverture de la ligne Exo 2 en 2008. Son bâtiment voyageurs, mis en service en 1897 par le Canadien Pacifique obtient le statut de Gare ferroviaire patrimoniale du Canada en 1994.

## Situation ferroviaire
Établie à 95 mètres d'altitude, la vieille gare de Saint-Jérôme était le terminus nord de la ligne Blainville–Saint-Jérôme. Elle ne dispose plus des voies de la ligne qui a son actuel terminus a environ 500 mètres au sud à la gare de Saint-Jérôme.

## Histoire
Vers les années 1800, l’actuelle ville de Saint-Jérôme, s’appelle à ce moment Saint-Jérôme-de-Terrebonne. En raison de sa position de géographie éloignée des grands centres urbains comme Montréal, le village de Saint-Jérôme-de-Terrebonne est peu développé, autant économiquement qu’en matière de population. Le chemin pour s’y rendre depuis Montréal est ardue à emprunter en raison des montagnes qui le rendaient abrupt et irrégulier. Les Canadiens-français ne sont donc pas motivés à coloniser le nord de la province. Ils préféraient immigrer vers les États-Unis, où un avenir économique était plus propice. L’exode des Canadiens-français inquiète les autorités politiques et religieuses et voient un affaiblissement de la nationalité canadienne-française. Cela inquiète notamment le curé Antoine Labelle, qui lui voit le potentiel de la région de Saint-Jérôme avec le fort débit de la rivière du Nord. Cela attire nombreux entrepreneurs qui opèrent des moulins à farine, à scier et à carder. Les brasseurs de sa ville souhaitent voir un chemin de fer, ce qui encourage Antoine Labelle à entreprendre son projet.
En 1871, le curé du village, Antoine Labelle, veut remédier à l'émigration des Canadiens-français en installant un chemin de fer qui relierait Saint-Jérôme à Montréal. Son projet de mettre en place un chemin de fer qui se rend jusqu’à Saint-Jérôme est initialement abandonnée, le bois de chauffage est trop en demande et les efforts sont concentrés sur la construction de Montréal et de Québec. Il poursuit ses pressions auprès des politiciens fédérales et provincial afin d’assurer son projet.  Même s’il a l’appui de Joseph-Adolphe Chapleau, solliciteur général dans le gouvernement provincial de Charles-Eugène Boucher, et du gouvernement fédéral de John A. MacDonald, son projet est rejeté par le parti libéral d’Alexander Mackenzie en novembre 1873. Finalement, il réussit à convaincre Chapleau et obtient un emprunt de 4 millions de dollars et la construction du chemin de fer débute en janvier 1876. La gare est ouverte la même année. Depuis octobre 1876, Saint-Jérôme est relié à Montréal par un chemin de fer et Antoine Labelle est certain que Saint-Jérôme deviendra une ville manufacturière importante et l'une des meilleures succursales de Montréal pour le commerce.[réf. nécessaire]
En 1877, le premier bâtiment qui sert de vieille gare est utilisé à des fins d’entreposage des marchandises transportées par les wagons industrielles. Ce bâtiment (la première gare) est construit après la mise en service du chemin de fer, et sa construction est faite sur un site prédéterminé. Ce site s’avère à être un ancien terrain privé appartenant à Mélassipe Guénette et sa famille, ceux-ci ont été relocalisés sur la rue Labelle à Saint-Jérôme, autrefois nommé la rue Principale. Ensuite, pour améliorer le confort des voyageurs, le bâtiment servant d’entreposage est transformé en semblant de gare qui sera utilisée pendant près de 20 ans.
Vers 1897, l’ancien bâtiment sera détruit pour laisser place à la vieille gare que l’on retrouve aujourd’hui. Elle est solide, vaste et confortable. Ses deux étages lui permettent d’accueillir les voyages dans un confort absolu, de même que des voyageurs en provenance de Joliette font un détour à Saint-Jérôme, lors de leurs voyages jusqu’à Montréal, afin d’y rencontrer des gens pour échanger sur des questions d’intérêt générales dont s’inquiète l’opinion publique. La gare vieille est un lieu d’échange et de rencontre entre citoyens de milieux différents, car le train est utilisé autant par les hommes et les femmes de l’élite que par les travailleurs industriels.
La gare est en fonction durant près d’un siècle pour finalement cesser ses activités en 1981.
Elle est transformée en un site touristique et remplacée en 2007 par une gare plus récente située quelques mètres plus loin. La vieille gare est proclamée patrimoine historique du Canada en 1994 et est aujourd’hui un lieu touristique dans la région des Laurentides. L’ancien chemin de fer a été enlevé et une piste cyclable nommé Le p’tit train du Nord est construite sur l’ancien tracé[réf. nécessaire].

## Patrimoine ferroviaire
L’architecture de la gare constitue un élément marquant de son époque. Poussé par le courant « richardsonien », le style de la gare est inspiré de l’architecture romane. Ce style se caractérise par une construction massive constitué de grosses poutres et ses arcs au centre de la structure. La gare fut rénovée en 1997 afin de préserver ce monument représentant cette architecture.